# John Herapath
John Herapath (30 de mayo de 1790 - 24 de febrero de 1868) fue un físico inglés que creó una temprana teoría cinética de los gases en 1820. Era primo de William Herapath (químico), y de William Bird Herapath (el médico que descubrió la herapatita) . En 1847 publicó uno de los primeros libros de texto sobre física matemática.

## Teoría cinética
Motivado por su búsqueda de una explicación mecánica de la gravitación, comenzó a considerar cómo un sistema de partículas en colisión podría dar lugar a acción a distancia . Al considerar el efecto de las altas temperaturas cercanas al Sol sobre sus partículas gravitatorias, llegó a una relación entre la temperatura y la velocidad de las partículas.
Herapath postuló que el momento de una partícula en un gas es una medida de la temperatura absoluta del gas. Usó el momento, en lugar de la energía cinética en la que se basa la teoría establecida posteriormente, ya que le parecía evitar algunas dificultades en torno a si eran posibles colisiones elásticas entre átomos indivisibles. Aparentemente ignorante del trabajo de Daniel Bernoulli, llegó a la relación incorrecta que expresa el producto de la presión P y el volumen V como proporcional al cuadrado de su temperatura verdadera . La relación correcta es proporcional a la temperatura absoluta, no a su cuadrado.
- Herapath, J. (1816), «On the physical properties of gases», Annals of Philosophy (Robert Baldwin): 56-60.
- Rush, S. G. (1957), «The Development of the Kinetic Theory of Gases 1. Herapath.», Annals of Science (Taylor & Francis): 188-198.

Presentó sus ideas en un artículo a la Royal Society en 1820, revisado por pares por Sir Humphry Davy . Davy opinaba que el calor estaba asociado con el movimiento molecular y no era partidario de la teoría calórica de Joseph Black, pero rechazó el artículo de Herapath por su implicación de que había un cero absoluto de temperatura en el que todo movimiento cesaba.  .
- Herapath, J. (1821), «On the Causes, Laws and Phenomena of Heat, Gases, Gravitation», Annals of Philosophy (Baldwin, Cradock, and Joy) 9: 273-293.

James Prescott Joule presentó una reseña del trabajo en 1848. Mientras tanto, Herapath mantuvo una campaña contra Davy y la Royal Society en las páginas de correspondencia del periódico The Times .

## Gran cometa de 1831
El 7 de enero de 1831, Herapath estaba en Hounslow Heath cuando avistó un cometa .  Por su brillo es uno de los grandes cometas . El cometa también fue observado por Thomas Glanville Taylor en el Observatorio de Madrás . 

## Diario ferroviario
En 1835, Herapath comenzó a editar The Railway Magazine, que sufrió cuatro cambios de nombre hasta denominarseHerapath's Railway Journal en 894. Ahora se publica como Railway Gazette International y no debe confundirse con The Railway Magazine, que comenzó a publicarse en 1897. Esto le dio una oportunidad de publicar sus ideas científicas. En 1836, publicó un cálculo de la velocidad molecular media en un gas basado en su teoría cinética y, por tanto, en la velocidad del sonido . Joule difundió sus resultados.
Las ediciones de 1839 a 1895 se pueden ver en los Archivos Nacionales  y varios números también están disponibles como libros electrónicos, por ejemplo, 1837, 1836–1839 y varios en Google Books.

## Trabajo posterior
Revisó sus teorías en la década de 1840, basándose en el trabajo experimental de Thomas Graham y Henri Victor Regnault .
- 1847: Física Matemática; o los principios matemáticos de la filosofía natural, las causas del calor, la elasticidad gaseosa, la gravitación y otros grandes fenómenos de la naturaleza, Whittaker y compañía a través de HathiTrust

Murió en Catford Bridge, Lewisham el 24 de febrero de 1868 y fue enterrado en el cementerio de West Norwood .